# Nationaal park Zuid-Spitsbergen
Nationaal park Zuid-Spitsbergen (Noors: Sør-Spitsbergen nasjonalpark) is een nationaal park op Spitsbergen. Het park werd opgericht in 1973 en is 13286 vierkante kilometer groot. Het landschap bestaat uit spitse bergtoppen, gletsjers, fjorden, eilandjes en kust. Er komen veel vogels (Noordse stormvogel, alk, drieteenmeeuw, eider) voor. In het park leeft onder andere trekzalm en ijsbeer (aan de Hornsund).
Het nationaal park ligt in het zuiden van het eiland Spitsbergen en omvat de landstreken Sørkapp Land, Torell Land en Wedel Jarlsberg Land. Het park grenst aan Nationaal park Van Mijenfjord.